# 1. Amateurliga Schwarzwald-Bodensee 1972/73
Die 1. Amateurliga Schwarzwald-Bodensee 1972/73 war die 13. Spielzeit der gemeinsamen Spielklasse des Württembergischen Fußballverband und des Südbadischen Fußballverbandes. Es war zugleich die 23. Saison der 1. Amateurliga Württemberg und der 1. Amateurliga Südbaden sowie die 13. Spielzeit, in der in Württemberg in den beiden Staffeln Nordwürttemberg und Schwarzwald-Bodensee und in Südbaden in den beiden Staffeln Südbaden und Schwarzwald-Bodensee gespielt wurde. Die Meisterschaft der Schwarzwald-Bodensee-Liga gewann Regionalligaabsteiger FC 08 Villingen, der in der Aufstiegsrunde zur Regionalliga Süd knapp dem VfR Mannheim den Vortritt aufgrund einer 0:1-Niederlage im letzten Spiel in Mannheim lassen musste.
Den Abstieg in die 2. Amateurliga mussten die beiden südbadischen Vereine ESV Singen und FC Konstanz antreten; daneben konnten der SSV Reutlingen 05 Amateure und die SpVgg Freudenstadt aus Württemberg die Klasse nicht halten.

## Abschlusstabelle
| Pl.                       | Verein                     | Sp. | S  | U  | N  | Tore    | Diff. | Punkte |
| ------------------------- | -------------------------- | --- | -- | -- | -- | ------- | ----- | ------ |
| 1.                        | FC 08 Villingen (A)        | 32  | 26 | 3  | 3  | 080:230 | +57   | 55:90  |
| 2.                        | SpVgg Lindau               | 32  | 18 | 7  | 7  | 065:390 | +26   | 43:21  |
| 3.                        | FV Ebingen                 | 32  | 15 | 10 | 7  | 054:330 | +21   | 40:24  |
| 4.                        | FC Singen 04 (M)           | 32  | 16 | 6  | 10 | 045:340 | +11   | 38:26  |
| 5.                        | SV Weingarten (N)          | 32  | 12 | 13 | 7  | 042:390 | +3    | 37:27  |
| 6.                        | FC Wangen 05               | 32  | 14 | 8  | 10 | 064:530 | +11   | 36:28  |
| 7.                        | SV 03 Tübingen             | 32  | 15 | 5  | 12 | 055:430 | +12   | 35:29  |
| 8.                        | FC Tailfingen              | 32  | 13 | 9  | 10 | 057:500 | +7    | 35:29  |
| 9.                        | FV Biberach                | 32  | 12 | 9  | 11 | 047:380 | +9    | 33:31  |
| 10.                       | SC Schwenningen            | 32  | 11 | 10 | 11 | 041:460 | −5    | 32:32  |
| 11.                       | FC 08 Tuttlingen           | 32  | 10 | 10 | 12 | 043:410 | +2    | 30:34  |
| 12.                       | FC Gottmadingen            | 32  | 10 | 9  | 13 | 044:470 | −3    | 29:35  |
| 13.                       | FV Ravensburg              | 32  | 10 | 8  | 14 | 040:480 | −8    | 28:36  |
| 14.                       | FC Konstanz                | 32  | 9  | 6  | 17 | 048:610 | −13   | 24:40  |
| 15.                       | SpVgg Freudenstadt (N)     | 32  | 6  | 11 | 15 | 034:610 | −27   | 23:41  |
| 16.                       | SSV Reutlingen 05 Amateure | 32  | 5  | 7  | 20 | 038:790 | −41   | 17:47  |
| 17.                       | ESV Singen (N)             | 32  | 3  | 3  | 26 | 030:820 | −52   | 09:55  |
| Quelle: , Stand: Endstand |                            |     |    |    |    |         |       |        |

| (M) | 1. Amateurligameister Schwarzwald-Bodensee 1971/72 |
| (A) | Absteiger aus der Regionalliga Süd 1971/72         |
| (N) | Aufsteiger aus den 2. Amateurligen 1971/72         |

Absteiger aus der Regionalliga Süd: SSV Reutlingen 05
Aufsteiger aus der 2. Amateurliga: VfR Schwenningen, SV Kressbronn (beide Württemberg), DJK Konstanz (Südbaden)

## Entscheidungsspiele des Württembergischen Fußballverbandes
Spiel um die Teilnahme an der Amateurmeisterschaft: 1973
|           | Gesamt |              | Hinspiel  | Rückspiel | Ort   |
| --------- | ------ | ------------ | --------- | --------- | ----- |
| VfR Aalen | 6:2    | SpVgg Lindau | 1:1 n. V. | 5:1 n. V. | Aalen |

Spiel um die Württembergische Amateurmeisterschaft
|              | Ergebnis  |              | Ort        |
| ------------ | --------- | ------------ | ---------- |
| SSV Ulm 1846 | 3:2 (0:2) | SpVgg Lindau | Weingarten |